# Militärmedizinische Akademie Sofia
Die Militärmedizinische Akademie (kurz MMA, bulgarisch Военномедицинска академия Woennomedizinska akademija) ist eine wehrmedizinische Einrichtung für Wissenschaft, Forschung, Lehre, Diagnostik und Therapie in Sofia, Bulgarien.

## Geschichte

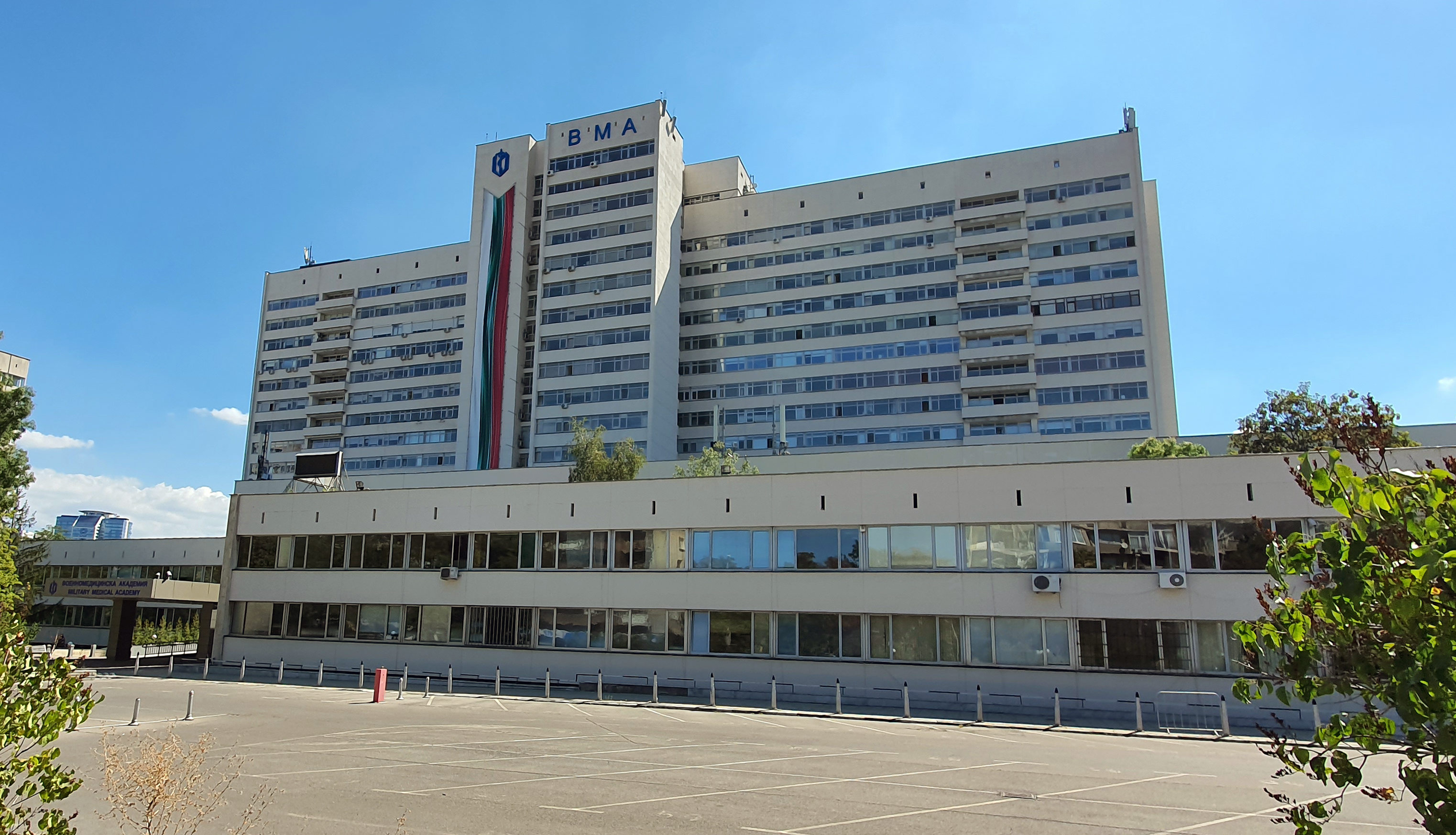
Militärmedizinische Akademie Sofia

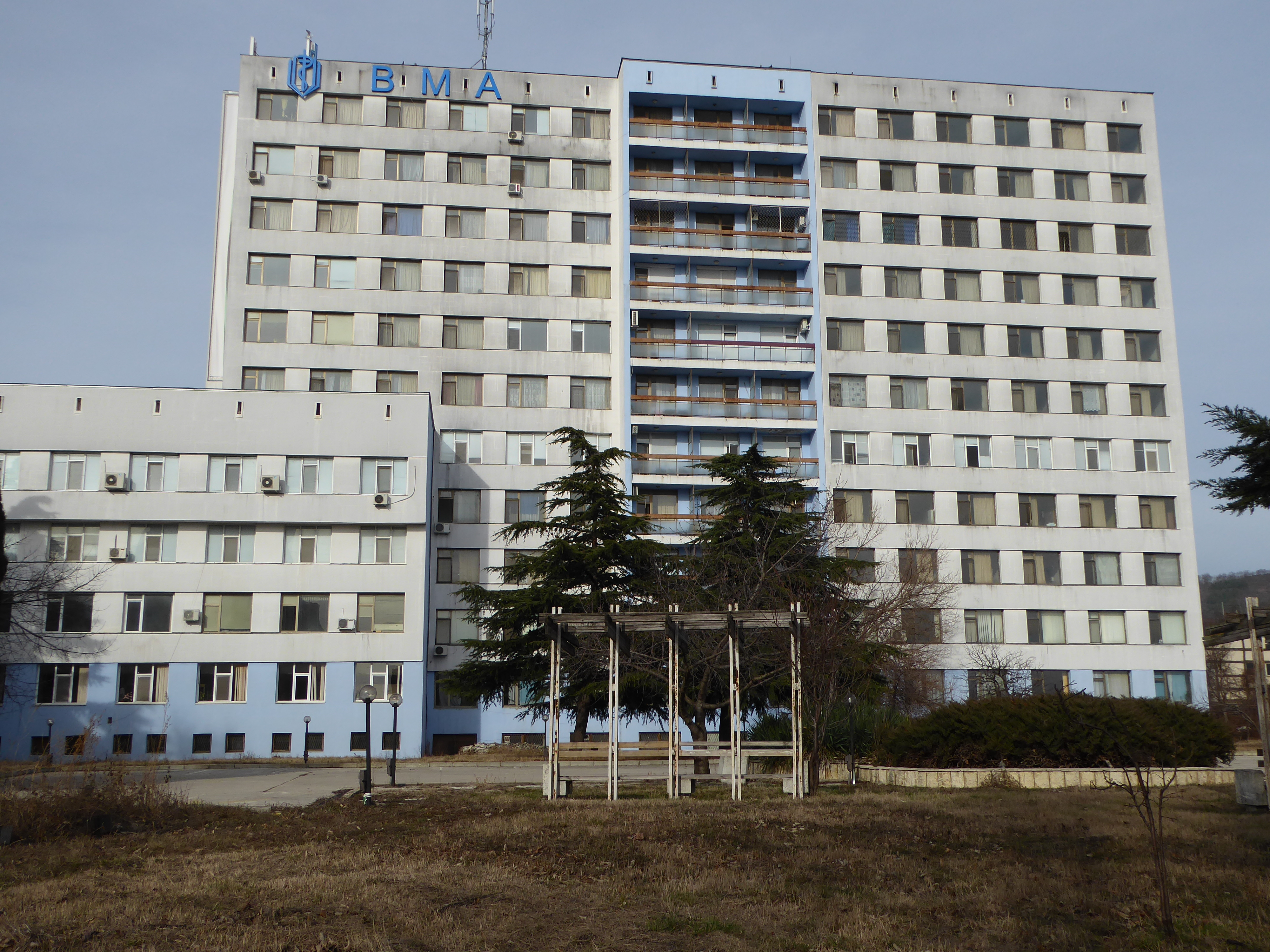
Militärmedizinische Akademie Warna

Die Militärmedizinische Akademie entstand aus dem „Allgemeinen Garnisonskrankenhaus“ in Sofia, das am 1. Dezember 1891 gegründet wurde. Georgi Solotowitsch (bulgarisch Георги Золотович), prominente Persönlichkeit des öffentlichen Lebens und aktiver Gestalter der damals neu entstehenden Gesundheitsgesetzgebung, wurde zum ersten Leiter des neu eröffneten Krankenhauses ernannt.
Das Krankenhauspersonal nahm aktiv an den Balkankriegen und am Ersten Weltkrieg (1912/13 und 1914–1918) teil. Während dieser Zeit wurde die medizinische Einrichtung aktiv durch die Entsendung deutscher, österreichischer und ungarischer Ärzte vorangetrieben.
Im März 1949 wurde in Sofia die „Militärmedizinische Volksschule“ gegründet, die 1958 geschlossen wurde.
Unter dem Namen „Höheres Militärmedizinisches Institut“ (WWMI) wurde sie 1960 wieder eröffnet, um dadurch die stetig wachsenden Aufgaben des militärmedizinischen Personals in den Bereichen Diagnostik, Heilung, Forschung, Wissenschaft und Lehre bewältigen zu können. Im Laufe der Jahre, insbesondere nach dem Bau des neuen Gebäudes, hat sich das WWMI zu einer maßgeblichen Gesundheitseinrichtung mit modernen Einrichtungen, mit hoch qualifizierten Spezialisten, mit herausragenden Wissenschaftlern und mit angesehenen Dozenten entwickelt.
Mit Dekret Nr. 546 des Ministerrats vom 7. April 1989 wurde die „Militärmedizinische Akademie“, die folgende Einrichtungen umfasste, gegründet:
- „Höheres Militärmedizinisches Institut“,
- „Gemeinsames flugmedizinisches Institut für Wissenschaft und Forschung“,
- „Marinekrankenhaus Warna“ (bulgarisch Варна),
- „Regierungskrankenhaus Sofia“ (bulgarisch София).

Die Militärmedizinische Akademie wurde als einheitliche Einrichtung für Therapie, Wissenschaft und Lehre mit den Aufgaben betraut, zahlreiche Aktivitäten in den Bereichen Diagnostik und Therapie zu erfüllen, die militärmedizinische Wissenschaft weiterzuentwickeln, sowie für das militärmedizinische Personal Ausbildung, Spezialisierung und Weiterqualifizierung anzubieten, um Kampfbereitschaft und Kampffähigkeit der Armee, sowie Gesundheit von Armeeangehörigen zu gewährleisten.

## Struktur
Seit Februar 2001 gehören die nachfolgend beschriebenen Einrichtungen für ambulante und für stationäre medizinische Versorgung zur Militärmedizinischen Akademie.

### Ehemalige Militärkrankenhäuser
- „Multiprofiles Krankenhaus für aktive Therapie“ (MBBAL), Sofia (bulgarisch София),
- „Krankenhaus für aktive Therapie“ (BBAL), Warna (bulgarisch Варна),
- „Krankenhaus für aktive Therapie“ (BBAL), Plowdiw (bulgarisch Пловдив),
- „Krankenhaus für aktive Therapie“ (BBAL), Sliwen (bulgarisch Сливен),
- „Krankenhaus für aktive Therapie“ (BBAL), Plewen (bulgarisch Плевен).

### Ehemalige militärische Sanatorien
- „Krankenhaus für Balneologie, Rehabilitation und Prophylaxe“ (BBBRP), Chissarja (bulgarisch Хисаря),
- „Krankenhaus für Balneologie, Rehabilitation und Prophylaxe“ (BBBRP), Pomorie (bulgarisch Поморие),
- „Krankenhaus für Balneologie, Rehabilitation und Prophylaxe“ (BBBRP), Bankja (bulgarisch Банкя).

### Medizinische Zentren
- An der Militärakademie „Georgi Rakowski“,
- Bei der „Behörde für Militärische Information“,
- Bei der „Behörde für Sicherheit, Militärpolizei und militärische Spionageabwehr“,
- An den Fakultäten der „Nationalen Militäruniversität“,
- In der bulgarischen Armee und in sonstigen militärischen Einrichtungen.

### Andere Abteilungen
- „Zentrum für Militärmedizinische Expertise und Flugmedizin“,
- „Militärmedizinische Schnelleinsatzeinheit“,
- „Forschungsinstitut für Strahlenbiologie und Schutz vor nuklearen, biologischen und chemischen Waffen“ in Sofia, Stadtteil Owtscha Kupel (bulgarisch Овча Купел),
- „Zentrum für Militärische Epidemiologie und Hygiene“ in Sofia mit Abteilungen in Plowdiw, Warna und Sliwen.

Im Jahre 1998 wurde an der „Klinik für Viszeralchirurgie“ eine Abteilung für „Allgemeine und Onkologische Gynäkologie“ eingerichtet, um dem im Zuge der Aufnahme von Frauen in die Armee entstandenen Bedarf diesbezüglich gerecht zu werden. In 2004 wurde diese Abteilung in die nun selbstständige „Klinik für Allgemeine und Onkologische Gynäkologie“ umgewandelt.
Im Jahre 2003 wurde die „Klinik für Leber-Pankreas- und Transplantationschirurgie“ gegründet, die sich auf operative Behandlung von Leber und von Pankreas mit hohem resp. mit sehr hohem Komplexitätsgrad sowie auf alle Eingriffe im Bereich der Viszeralchirurgie mit laparoskopischen oder mit klassischen Methoden spezialisiert hat. Im Rahmen des ab 2007 gestarteten Lebertransplantationsprogramms wurden an der Klinik bereits mehr als 80 Lebertransplantationen durchgeführt.

## Kooperationsvereinbarung
Im Jahre 2017 wurde der Kooperationsvertrag zwischen der Marineakademie „Nikola Jonkow Wapzarow“ – Warna, der Militärmedizinischen Akademie – Sofia und der Medizinischen Universität "Prof. Dr. Paraskev Stoyanov" – Warna, im Bereich des Erwerbs von Bildungs- und Qualifikationsabschlüssen für medizinisches Personal für die Bedürfnisse des Verteidigungsministeriums abgeschlossen. Auf dieser Grundlage wurde das neue Spezialisierungsfach „Medizinische Versorgung der Streitkräfte“ entwickelt. Die Studenten werden als Kadetten an der Marineakademie für den Erwerb eines Bachelor-Abschlusses in der akkreditierten Fachrichtung „Organisation und Führung militärischer Formationen auf taktischer Ebene“ und als Studierende an der Medizinischen Universität, durch staatliche Anordnung in regulärer Form der Ausbildung in der Fachrichtung "Medizin", zum Erwerb des Bildungsgrades "Master" in der Fachrichtung "Medizin" ausgebildet. Die Kadetten der Fachrichtung „Medizinische Versorgung der Streitkräfte“ nutzen die gesamte Ausbildungsbasis der Medizinischen Universität.

## Leiter der Militärmedizinischen Akademie
Alle Dienstgrade beziehen sich auf das Dienstantrittsdatum.
- Oberst Gentscho Krastinow (bulgarisch Генчо Кръстинов) (1960–1962),
- Professor Atanas Maleew (bulgarisch Атанас Малеев) (1962–1964),
- Oberst Nikolaj Kupenow (bulgarisch Николай Купенов) (1964–1967),
- Oberst Iwan Chariew (bulgarisch Иван Хариев) (1967–1973),
- Oberst Wassil Gerganow (bulgarisch Васил Герганов) (Juni 1973 – September 1981),
- Generalmajor Professor Nikolaj Kupenow (bulgarisch Николай Купенов) (September 1981 – September 1988),
- Professor Jowtscho Topalow (bulgarisch Йовчо Топалов) (September 1988 – April 1989),[9]
- Generalmajor Korrespondierendes Akademiemitglied Jowtscho Topalow (bulgarisch Йовчо Топалов) (April 1989 – Juni 1990),[9]
- Generalmajor Akademiemitglied Grigor Metschkow (bulgarisch Григор Мечков) (1990–1992),[9]
- Generalmajor Dozent Nikola Alexandrow (bulgarisch Никола Александров) (1992–1994),
- Oberst Professor Milan Petrow (bulgarisch Милан Петров) (1994–1998),[9]
- Brigadegeneral Dozent Rumen Slatew (bulgarisch Румен Златев) (1998–2002),
- Generalmajor Professor Stojan Tonew (bulgarisch Стоян Тонев) (2002–2013),[9]
- Oberst Dozent Krum Kazarow (bulgarisch Крум Кацаров) (4. Dezember 2013 – 3. Juni 2014),
- Generalmajor Korrespondierendes Akademiemitglied Professor Nikolaj Petrow (bulgarisch Николай Петров) (3. Juni 2014 – 4. Mai 2017),
- Oberst Wenzislaw Mutaftschijski (bulgarisch Венцислав Мутафчийски) (Interim-Manager) (4. Mai 2017 – 7. Februar 2018),
- Brigadegeneral (Generalmajor seit 6. Mai 2019) Wenzislaw Mutaftschijski 7. Februar 2018 bis heute.